# Gabbs
Gabbs és una població dels Estats Units a l'estat de Nevada. Segons el cens del 2000 tenia 318 habitants.

## Demografia
Segons el cens del 2000, Gabbs tenia 318 habitants, 133 habitatges, i 84 famílies La densitat de població era de 40,62 habitants per km².
Dels 133 habitatges en un 32,3% hi vivien nens de menys de 18 anys, en un 48,1% hi vivien parelles casades, en un 9,0% dones solteres, i en un 36,8% no eren unitats familiars. En el 33,8% dels habitatges hi vivien persones soles el 15,0% de les quals corresponia a persones de 65 anys o més que vivien soles. El nombre mitjà de persones vivint en cada habitatge era de 2,39 i el nombre mitjà de persones que vivien en cada família era de 3,07.
Per edats la població es repartia de la següent manera: un 29,6% tenia menys de 18 anys, un 5,0% entre 18 i 24, un 23,6% entre 25 i 44, un 28,9% de 45 a 64 i un 12,9% 65 anys o més.
L'edat mediana era de 39,3 anys. Per cada 100 dones hi havia 100,0 homes. Per cada 100 dones de 18 o més anys hi havia 103,64 homes.
La renda mediana per habitatge era de 28.500 $ i la renda mediana per família de 32.917 $. Els homes tenien una renda mediana de 33.365 $ mentre que les dones 40.938 $. La renda per capita de la població era de 15.322 $. Aproximadament el 6,3% de les famílies i l'11,2% de la població estaven per davall del llindar de pobresa.

## Poblacions més properes
El següent diagrama mostra les poblacions més properes.